# Magnolia (Texas)
Magnolia es una ciudad ubicada en el condado de Montgomery en el estado estadounidense de Texas. En el Censo de 2010 tenía una población de 1.393 habitantes y una densidad poblacional de 189,11 personas por km².

## Geografía
Magnolia se encuentra ubicada en las coordenadas 30°12′29″N 95°44′41″O / 30.20806, -95.74472. Según la Oficina del Censo de los Estados Unidos, Magnolia tiene una superficie total de 7.37 km², de la cual 7.34 km² corresponden a tierra firme y (0.39%) 0.03 km² es agua.

## Demografía
Según el censo de 2010, había 1.393 personas residiendo en Magnolia. La densidad de población era de 189,11 hab./km². De los 1.393 habitantes, Magnolia estaba compuesto por el 81.34% blancos, el 10.34% eran afroamericanos, el 0.5% eran amerindios, el 0.79% eran asiáticos, el 0% eran isleños del Pacífico, el 5.74% eran de otras razas y el 1.29% pertenecían a dos o más razas. Del total de la población el 11.7% eran hispanos o latinos de cualquier raza.